# Смерть героя
«Смерть героя» (англ. Death of a Hero) — роман Ричарда Олдингтона о Первой мировой войне. Это был его первый роман, опубликованный Chatto & Windus в 1929 году и считавшийся частично автобиографическим.

## Краткое описание сюжета
«Смерть героя» —  это история молодого английского художника по имени Джордж Уинтерборн, который поступает на службу в армию в начале Первой мировой войны. Повествование ведётся неназванным рассказчиком от первого лица, который утверждает, что знал главного героя и служил вместе с ним. Произведение разделено на три части.

### Книга 1
Первая часть подробно описывает семейную историю Джорджа. Его отец, представитель среднего класса из английской сельской местности, женится на бедной женщине, которая ошибочно полагает, что выходит замуж за представителя богатой семьи. После рождения Джорджа у его матери появилось несколько любовников. Считается, что в портрете родителей Джорджа много сходства с собственными родителями Олдингтона, которых он не любил. Один критик назвал персонажей «пародийными монстрами».
Джорджа воспитывают достойным и патриотичным членом английского общества. Его поощряют изучать страховой бизнес своего отца, но он не желает такой судьбы. После разногласий с родителями он переезжает в Лондон, чтобы стать художником и вести светский образ жизни.

### Книга 2
Второй раздел книги посвящен лондонской жизни Джорджа. Он внедряется в светское общество и придерживается ряда модных философий.
После того, как он и его возлюбленная Элизабет испугались беременности, они решают пожениться. Хотя у них нет ребёнка, брак сохраняется. Они решают оставить свой брак открытым. Однако Джордж берет близкую подругу Элизабет в любовницы, и их брак начинает разваливаться. В этот момент обстановка в мире особенно накаляется, Англия объявляет войну Германии. Джордж решает записаться добровольцем.
Изображение общества Олдингтоном содержит «неуклюжие сатирические портреты» его близких знакомых Т. С. Элиота и Эзры Паунда.

### Книга 3
Джордж проходит армейскую подготовку и отправляется во Францию. (Конкретное место во Франции не упоминается. Город за линией фронта, где Джордж проводит большую часть своего времени, называется М-.) Некоторое время он воюет на фронте. Когда он возвращается домой, то обнаруживает, что война так повлияла на него, что он не может общаться со своими друзьями, включая жену и любовницу.
Потери среди офицеров особенно высоки на фронте. Когда несколько офицеров в подразделении Джорджа убиты, его повышают по службе. Проводя время с другими офицерами, он находит их циничными и приземлёнными. Он быстро теряет веру в войну.
История заканчивается тем, что Джордж встает во время пулеметного огня. Он убит.
В конце книги есть стихотворение, написанное с точки зрения ветерана и сравнивающее Первую мировую войну с Троянской войной.

## Цензура
Олдингтон, ветеран Первой мировой войны, утверждал, что его роман точен с точки зрения речи и стиля. Он содержал обширную разговорную речь, в том числе ненормативную лексику, обсуждение сексуальности и графические описания войны и окопной жизни. В Англии существовала обширная цензура, и в результате многие военные романы были запрещены или сожжены. Когда Олдингтон впервые опубликовал свой роман, он отредактировал ряд отрывков, чтобы гарантировать, что публикация его книги не будет оспорена. Он настоял на том, чтобы его издатели включили заявление об отказе от ответственности в исходное издание книги со следующим текстом:
К моему удивлению, мой издатель сообщил мне, что некоторые слова, фразы, предложения и даже отрывки в настоящее время являются табу в Англии. Я не записал ничего такого, чего бы не наблюдал в человеческой жизни, ничего не сказал, что не считаю правдой. […] По моей просьбе издатели удаляют то, что, по их мнению, может быть сочтено нежелательным, и ставят звездочки, чтобы показать, где были сделаны пропуски. […] По моему мнению, лучше, чтобы книга выглядела изуродованной, чем я говорил то, во что не верю.